# Dakka (Egypte)
Ad-Dakka (Arabisch: الدكة, ook el-Dakka, Egyptisch: Pselqet, Grieks: Pselchis) was een plaats in Neder-Nubië. Het is vooral bekend door de tempel van Dakka, op een punt waar de goudroute doorliep. Ze ligt enkele kilometers ten zuiden van Dendera en reeds in de oudheid liet de Egyptische farao Amenemhat I hier een tempel bouwen. De huidige tempel is gebouwd door de Koesjitische koning Arqamani en Ptolemaeus IV. De tempel was noord-zuid gericht en opgericht voor de god Thot en Anoeket, een godin uit Neder-Nubië. Ze bestond uit drie delen: een pyloon, voorhof en de eigenlijke tempel. Het voorhof is verdwenen, maar de rest van het complex is goed bewaard.
De tempel werd eveneens bedreigd door het water van de Nijl toen de Aswandam gebouwd werd. Hij werd in 1962 afgebroken door de Egyptische Oudheidkundige dienst en heropgebouwd in het ten zuiden gelegen Wadi es Seboea.